# Societetshuset i Mariehamn

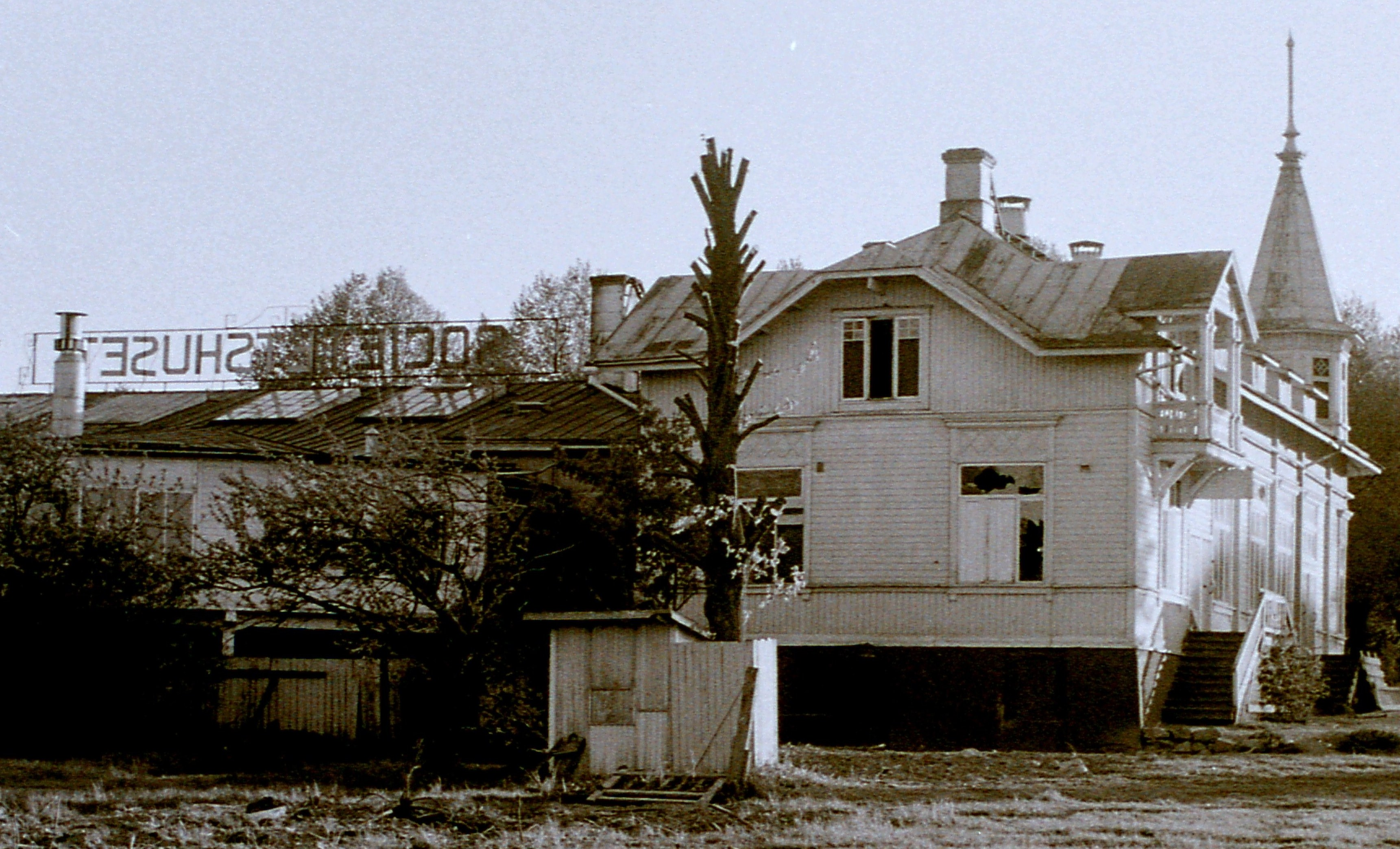
Societetshusets baksida mot vattnet (Slemmern).

Societetshuset i Mariehamn, ofta kallat Socis, var ett societetshus i Mariehamn på Åland. Byggnaden uppfördes 1870 och revs 1975. Under sin existens fungerade den även som stadens rådhus, administrationslokal för landskapsförvaltningen och under en period som kasino.

## Byggnadens historia
Societetshuset låg centralt i Mariehamn på en tomt mellan Strandgatan och Slemmern, i hörnet mot Stora gatan. Den ursprungliga byggnaden från 1870 var en envåningslänga längs Strandgatan som innehöll huvudentrén. År 1900 byggdes huset ut med två flyglar i två våningar mot vattnet.

### Användning
I den norra flygeln inreddes stadens rådhus. Mariehamns stad sålde Societetshuset 1915. Efter att Åland blivit ett självstyrande landskap 1922 flyttade den nya landskapsförvaltningen in i byggnaden. Ålands lagting tog då över de utrymmen som staden tidigare använt i den norra flygeln.

### Svenska Ålandsexpeditionen 1918
Under den svenska Ålandsexpeditionen 1918 använde den svenska militärstaben Societetshuset som sitt högkvarter. Expeditionskåren, bestående av cirka 600 man (även om vissa källor anger 700), landsteg först på Eckerö den 23 februari och nådde Mariehamns västra hamn den 27 februari. Den svenska flaggan hissades då på torget framför Societetshuset. Flaggan halades enligt Mariehamnsmuseets modellstad för sista gången den 5 maj 1918, och expeditionskåren lämnade Åland senare under maj månad.

### Kasinoverksamhet
År 1964 tog Bengt Viljanen (född 1931), då ägare till Pensionat Gripen strax utanför Mariehamn, initiativ till att öppna ett kasino i Societetshuset. Spel vid roulettbord inleddes i juli samma år. Verksamheten ledde till bildandet av Ålands Penningautomatförening (Paf) 1966.

## Rivning
Societetshuset revs 1975. Rivningen var en del av det omfattande stadsbyggnadsprojektet Projekt 77, som innebar att flera äldre träbyggnader i centrala Mariehamn ersattes med ny bebyggelse. På tomten där Societetshuset stått uppfördes Självstyrelsegården, som idag inrymmer Ålands lagting och Ålands landskapsregering.